# Netherlands Space Office
Il Netherlands Space Office (NSO) è l'ente spaziale pubblico dei Paesi Bassi. I suoi scopi sono promuovere l'industria spaziale olandese, pianificare e coordinare il programma spaziale olandese e confrontarsi con le altre agenzie spaziali pubbliche.

## Fondazione
Nell'ottobre del 2008 il Ministero dell'economia dei Paesi Bassi (in olandese Ministerie van Economische Zaken), il Ministero della formazione, della cultura e della scienza (Ministerie van Onderwijs, Cultuur en Wetenschap) e il Ministero dei trasporti (Ministerie van Verkeer en Waterstaat) hanno sottoscritto assieme all'Organizzazione olandese per la ricerca scientifica (Nederlandse Organisatie voor Wetenschappelijk Onderzoek, NWO), un ente indipendente sotto il patrocinio del Ministero della formazione, della cultura e della scienza, un accordo per la fondazione del Netherlands Space Office. L'ente ha cominciato l'attività il 1º luglio 2009, rilevando le attività dell'Agenzia nazionale per le attività spaziali (Nederlands Instituut voor Vliegtuigontwikkeling en Ruimtevaart, NIVR).

## Compiti
Il governo olandese ha dato all'NSO il compito di sviluppare, amministrare e promuovere un programma spaziale. L'ente esegue questo compito conducendo diverse attività.
- Rappresenta il programma spaziale olandese e le aziende e gli istituti di ricerca spaziali dei Paesi Bassi di fronte alle altre agenzie spaziali, tra cui in particolare l'ESA, la NASA e la JAXA. L'NSO rappresenta infatti gli interessi dei Paesi Bassi in diversi comitati e commissioni dell'ESA. Inoltre si pone come punto di riferimento per la ricerca e l'industria spaziali nei Paesi Bassi.
- Consiglia il governo sulle questioni riguardanti lo spazio. Rappresenta i Paesi Bassi nel Consiglio dell'ESA con una delegazione composta da rappresentanti del Ministero dell'economia e della scienza e di quello della formazione, della cultura e della scienza.
- Dirige la partecipazione olandese nei programmi di sviluppo tecnologico dell'ESA e stabilisce i campi e gli obiettivi della ricerca aerospaziale olandese. Coordina i diversi programmi di ricerca nazionali e supporta le istituzioni olandesi in quelli internazionali.
- Promuove il trasferimento e l'uso delle informazioni e dei dati ottenuti nella ricerca spaziale in altri settori economici. In particolare si concentra sulle attività che riguardano l'astrofisica, l'osservazione della Terra e lo studio degli altri pianeti.
- Diffonde tra il pubblico (in particolare studenti e professori) la conoscenza e l'interesse nelle scienze dello spazio, le loro applicazioni e il loro sviluppo.